# Peneus Palus
La Peneus Palus è una struttura geologica della superficie di Marte.